# Omniturm

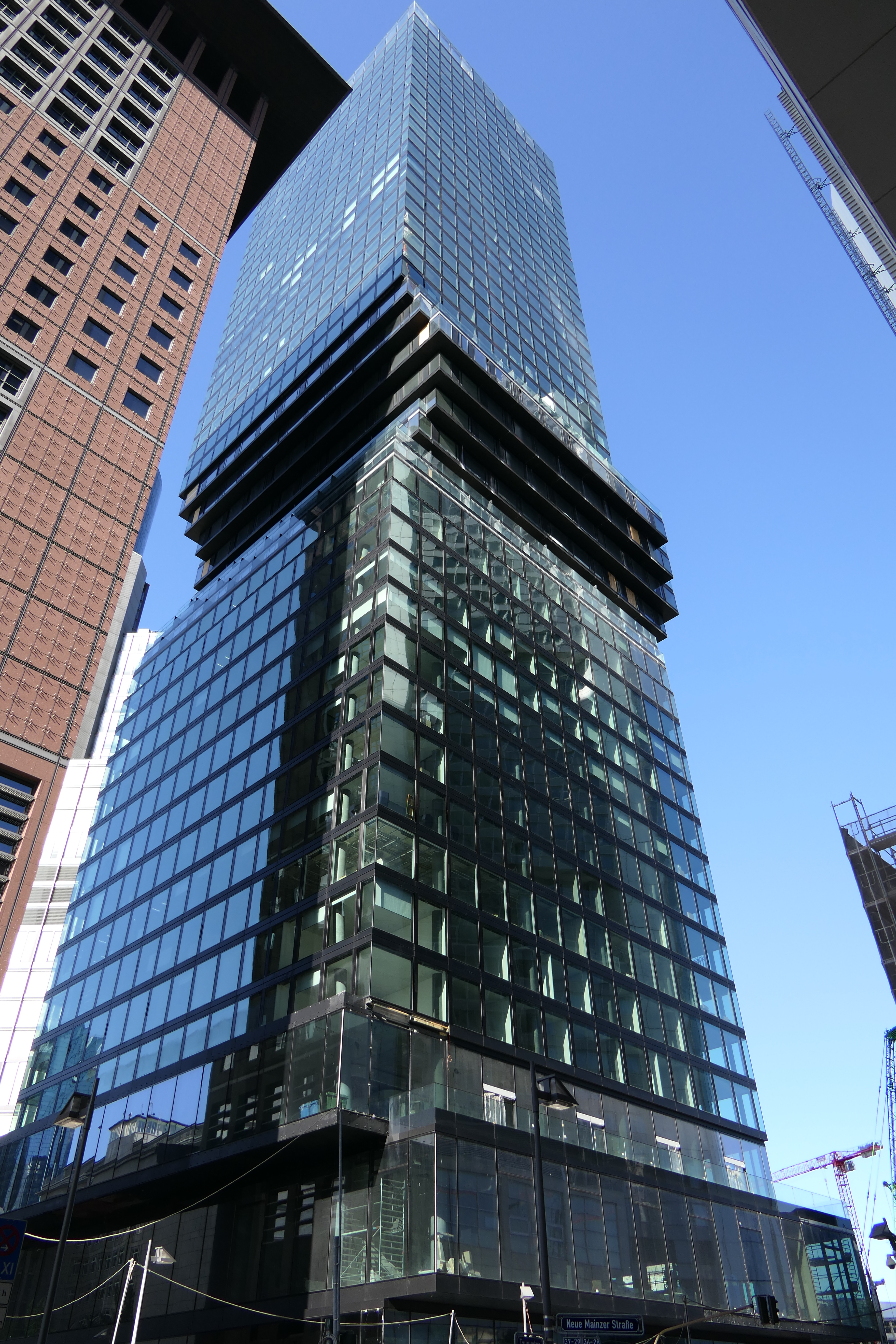
Baufortschritt im September 2019

Der Omniturm (Eigenschreibweise: OMNITURM) ist ein 190 Meter hohes Büro- und Wohngebäude auf dem Grundstück Große Gallusstraße 16–18 in der Innenstadt von Frankfurt am Main. Es wurde von Anfang 2016 bis Ende 2019 vom US-amerikanischen Immobilienunternehmen Tishman Speyer Properties gebaut. Der Name (von lateinisch omnis ‚jeder‘) ist eine Anspielung auf das gleichzeitig stattfindende Wohnen und Arbeiten in dem Hochhaus.

## Planungsgeschichte

### Hochhausprojekt Metzler/LHB Handelsbank

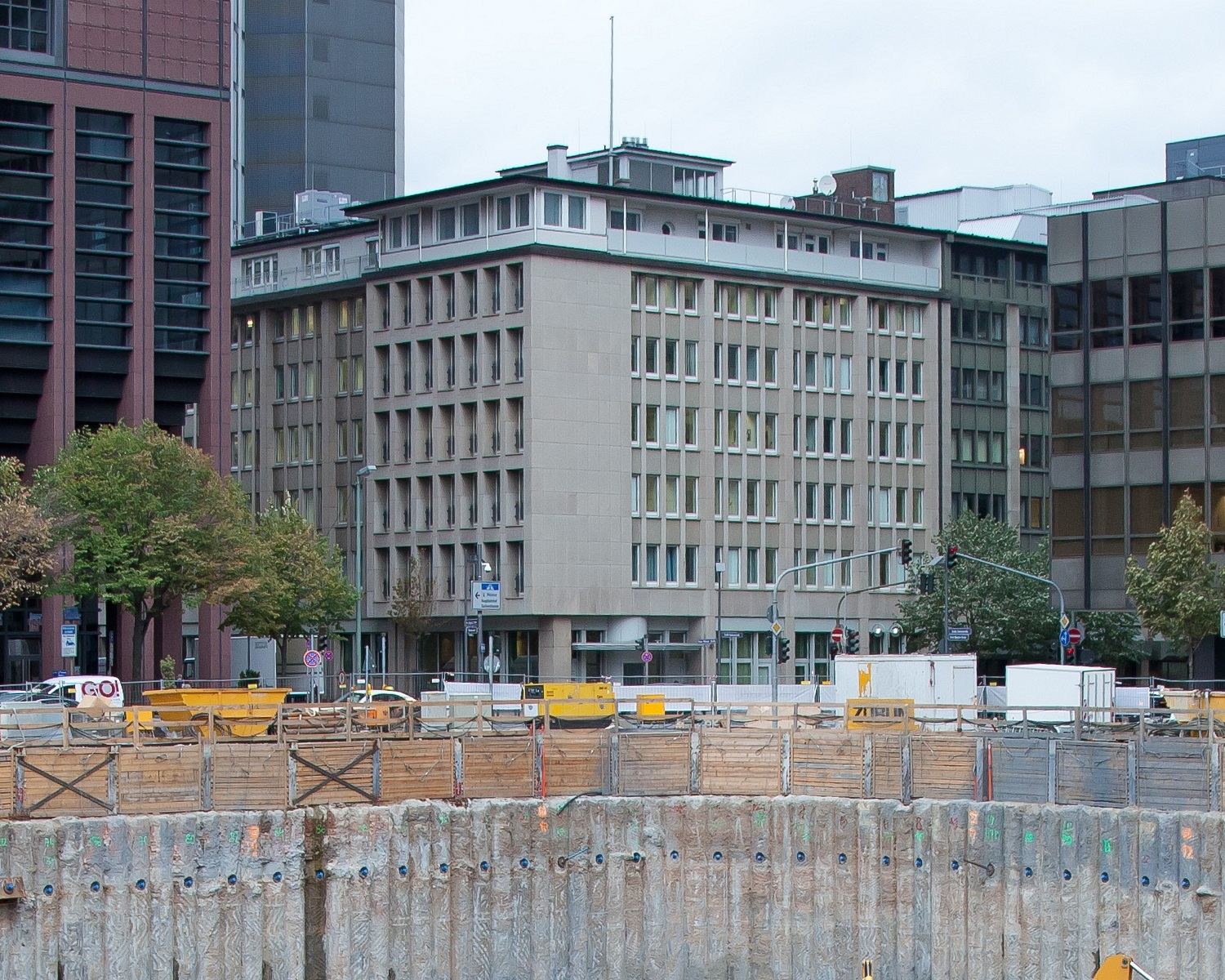
Das mittlerweile abgerissene „Metzler-Haus“ im Frankfurter Bankenviertel zwischen den Hochhäusern Japan Center (links), Garden Tower (dahinter) und Global Tower (rechts, nur Sockelbau auf diesem Foto sichtbar). Im Vordergrund die Baugrube des Taunusturms (2011)

2001 schrieben das Bankhaus Metzler und die LHB Internationale Handelsbank einen Architekturwettbewerb für ein gemeinsames, 175 Meter hohes Hochhaus an der Ecke Große Gallusstraße und Neue Mainzer Straße im Frankfurter Bankenviertel aus. Der Stammsitz des Bankhauses Metzler befand sich seit dem Wiederaufbau nach dem Zweiten Weltkrieg bis Herbst 2014 in einem Flachbau an der Großen Gallusstraße 18 („Metzler-Haus“), der LHB-Bank gehörte das benachbarte Grundstück Große Gallusstraße 16. Zehn Architekturbüros wurden eingeladen, schließlich wurden zwei erste Preise an ABB Architekten Scheid, Schmidt und Partner (heute: BeyeScheid Architekten) sowie Gatermann + Schossig vergeben. Bis 2004 errichtete das Bankhaus Metzler einen Neubau in der unmittelbaren Umgebung in erster Reihe am Mainufer (Projektname: „Metzler am Main“) für die Eigennutzung, jedoch hatten sich die Hochhauspläne nach den Terroranschlägen vom 11. September 2001 und der anschließenden Flaute auf dem Markt für Büroimmobilien zunächst zerschlagen. Metzler verblieb an seinem Stammsitz an der Großen Gallusstraße, das neue Gebäude an der Untermainanlage 1 wurde an die Wirtschaftskanzlei Hogan Lovells und die Privatbank Sal. Oppenheim vermietet. In einem Interview mit der Berliner Zeitung bekräftigte Bankvorstand Friedrich von Metzler 2004 jedoch die Pläne, den Stammsitz zugunsten eines Hochhausneubaus aufzugeben.
Im Oktober 2013 gab das Bankhaus Metzler bekannt, den Stammsitz an der Großen Gallusstraße 18 im Jahr 2014 zu verlassen und nun, wie bereits 2004 geplant, in das Gebäude Untermainanlage 1 umzuziehen. Der Umzug der rund 200 Mitarbeiter wurde zum Ende des dritten Quartals 2014 abgeschlossen. Die Flächen waren nach dem Auszug der Investmentbank Macquarie frei (Macquarie hatte 2009 das Derivategeschäft von Sal. Oppenheim übernommen). Der Umzug wurde von Harald Illy, Partner beim Bankhaus Metzler, damit begründet, dass das „Metzler-Haus“ sanierungsbedürftig sei. Bezüglich der Entwicklung des ehemaligen Stammsitzes seien alle Optionen offen, jedoch gebe es nun größere Handlungsfreiheit, da das Bankhaus das benachbarte Grundstück Große Gallusstraße 16 von der LHB Internationale Handelsbank erworben habe.

### Hochhausprojekt Omniturm
Im Februar 2015 verkaufte das Bankhaus Metzler die Grundstücke Große Gallusstraße 16–18 an das US-amerikanische Immobilienunternehmen Tishman Speyer Properties. Im Juni 2015 stellten Tishman Speyer ihr viertes Hochhausprojekt in Frankfurt (nach Messeturm, Opernturm und Taunusturm) offiziell vor: Nach einem Entwurf des dänischen Architekten Bjarke Ingels (Büro BIG) soll ein 189,9 Meter hohes Büro- und Wohngebäude entstehen. Von insgesamt 45 Geschossen sind acht für Wohnungen in der Turmmitte vorgesehen. Die ersten drei Geschosse des Turms sollen öffentlich begehbar werden. Vor dem Gebäude ist in Richtung Innenstadt ein öffentlicher Platz mit Grünflächen an der Großen Gallusstraße vorgesehen. Die Bauplanungsgesellschaft PfeiferINTERPLAN hat die komplexe Tragwerksplanung für das Hochhaus (Leistungsphasen 4–5 gem. HOAI) und die Tragwerksplanung für den Hochhauskopf (Leistungsphasen 1–3 gem. HOAI) durchgeführt.

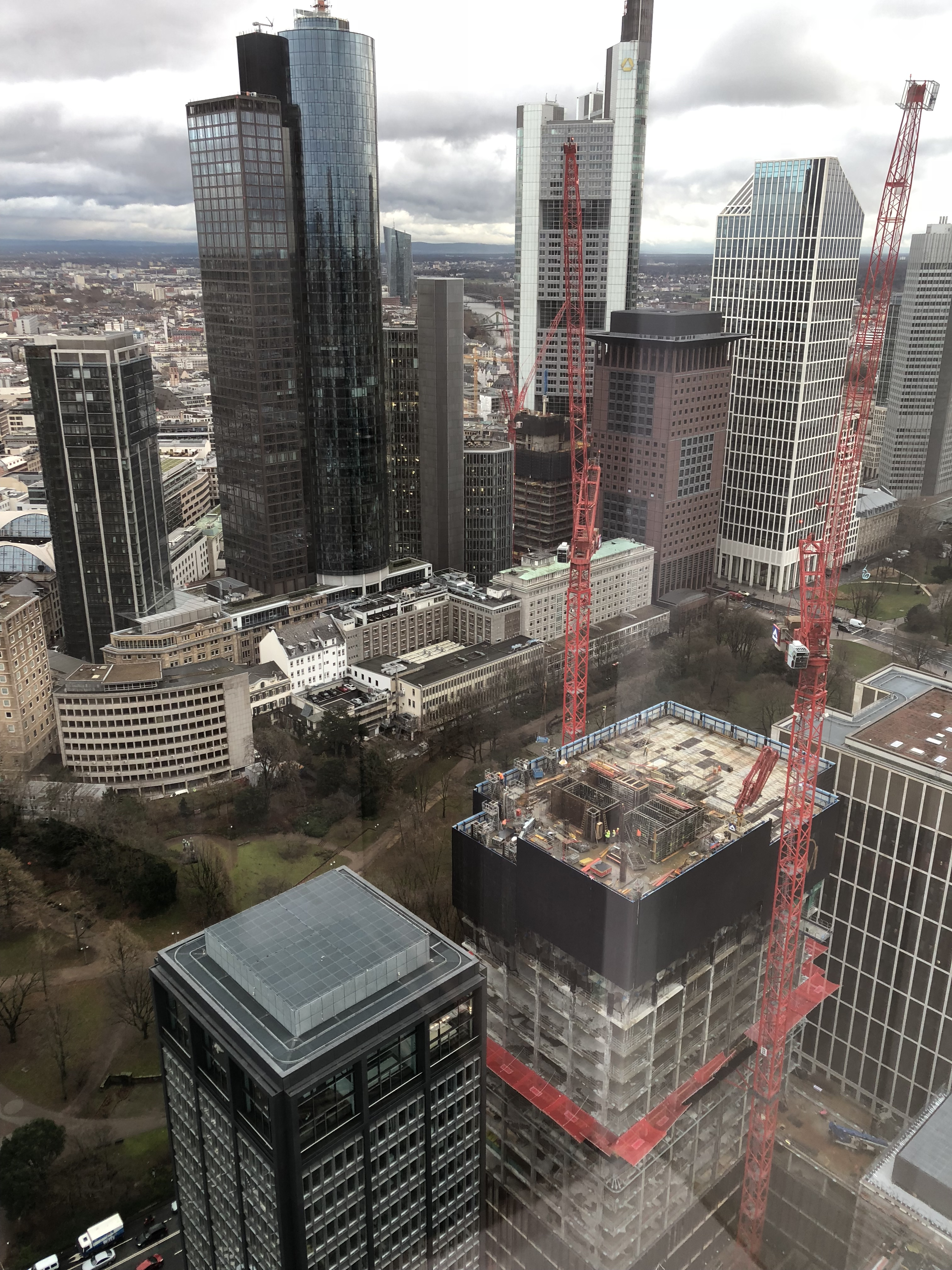
Baufortschritt im Januar 2018 (mittig im Bild, direkt vor dem Commerzbank Turm, Sicht aus dem Trianon)

Das Hochhausprojekt hatte zunächst den Arbeitstitel „Tessuto“ bzw. „Metz“ und wurde später offiziell als „Omniturm“ bezeichnet. Es wurde im September 2019 fertiggestellt.

## Baugeschichte
Im Mai 2015 begann der Abriss der Gebäude Große Gallusstraße 16–18; die Arbeiten wurden im Sommer 2015 abgeschlossen. Anfang 2016 begannen die Gründungsarbeiten für das Hochhaus.

## Architektonische Merkmale
Der Omniturm ist gekennzeichnet durch einen „Hüftschwung“ auf halber Höhe des Gebäudes. Die spiralförmige Achsenverschiebung aus dem Zentrum heraus ermöglicht Terrassen für den Wohnbereich, der zwischen der 16. und 22. Etage vorgesehen ist. In der größten Verschiebung liegt der sogenannte „Residential“-Bereich um insgesamt mehr als 5 Meter zur Grundlinie versetzt. Der Turm verfügt über 43.850 Quadratmeter vermietbare Büroflächen, 8.175 Quadratmeter Wohnflächen und 1.579 Quadratmeter öffentlich zugänglichen Flächen. Der offiziell 185 Meter hohe Omniturm ist damit eines der Beispiele für Türme, in denen Wohnungen und Büros kombiniert werden, sogenannter „Mixed use“. Nach den Vorstellungen des Bauherren sollen die Wohnungen idealerweise eine Verbindung zu den Büros inklusive ihrer New-Work-Philosophie erhalten.

## Eigentümer
Die Commerz Real hat den Omniturm im September 2018 noch während der Bauphase für ihren offenen Immobilienfonds hausInvest erworben. Verkäufer ist ein Joint Venture unter Führung des Projektentwicklers Tishman Speyer. Über den Kaufpreis wurde Stillschweigen vereinbart.

## Mieter
Die Großbank Morgan Stanley plant eine Fläche von 8.000 Quadratmetern im Turm zu mieten.
Zudem wird die internationale Wirtschaftskanzlei Hogan Lovells ihr Frankfurter Büro in den Omniturm verlegen und dazu auf fünf Etagen eine Fläche von ca. 6.500 Quadratmetern anmieten.